# エリック・ソルヘイム
エリック・ソルヘイム（Erik Solheim、1955年1月18日 - ）は、ノルウェーの外交官、元政治家。国際連合環境計画元事務局長。
オスロ生まれ。ノルウェー空軍（1974年 - 1975年）を経て1980年に歴史学と政治学の学位を取得し、オスロ大学を卒業後、外務省に勤務。スリランカ内戦ではノルウェー代表団の一員として調停に当たった。この間、1977年から1980年まで社会主義青年団団長、1985年から1987年まで社会主義左翼党書記長を歴任。
1987年に社会主義左翼党党首に就任すると、政界において頭角を現すようになる。1989年の総選挙でストーティング（国会）議員に初当選（ソール・トロンデラーグ県選出）したのを皮切りに、続く1993年、1997年の総選挙でも当選（いずれもオスロ市選出）を果たす。
党内でも右派に属するため何かと論争の的となることが多く、1997年にはクリスティン・ハルヴォルセンに党首を譲る。また、欧州連合に対する姿勢や北大西洋条約機構加盟を巡る発言から、古参党員より少なからぬ批判を受けた。
2016年5月に国際連合環境計画の事務局長に就任。任期中の8割にも及ぶ海外出張で5500万円の多額出費を重ねたため批判がおき、2018年11月に辞任した。